# مكتبة الجمعية الأمريكية للمهندسين المدنيين
مكتبة الجمعية الأمريكية للمهندسين المدنيين، أو مكتبة ASCE، هي قاعدة بيانات تخصّ الهندسة المدنية على شبكة الإنترنت،
```
 توفر محتويات للدوريات العلمية والأبحاث التي تمّت مراجعتها من قبل المختصّين، بالإضافة إلى كتب إلكترونيّة، والاشتراطات التي تنشرها 
الجمعية الأمريكية للمهندسين المدنيين
. يمكن الوصول إلى المحتوى إما عن طريق الاشتراك المسبق وذلك لمشاهدة كل المحتوى، أو الدفع لرؤية جزء معيّن من المحتوى، ويمكن شراء الكتب الإلكترونية وتحميلها بالكامل.
```

في خريف عام  2004،  تم تسمية المجموعة على الإنترنت باسم "مكتبة أبحاث  ASCE"  مع إضافة مناقشات أوراق عمل المؤتمرات.
في يونيو  2012،  أعيدت تسمية الموقع إلى "مكتبة  ASCE".
في يونيو  2013،  أضيفت الكتب الإلكترونية مع إمكانية تحميل فصول من الكتب بشكل منفرد بدلاً من الكتب الكاملة.

## تاريخها
ظهرت الدوريات العلمية للجمعيّة الأمريكية للمهندسين المدنيين على الإنترنت لأول مرة في خريف عام 2000. وقد سميت المجموعة على الإنترنت بمكتبة أبحاث الجمعيّة في خريف عام 2004، مع إضافة مناقشات أوراق عمل الفريق. وفي يونيو عام 2012، أعيدت تسمية الموقع ليصبح مكتبة الجمعيّة الأمريكية للمهندسين المدنيين. وفي يونيو عام 2013، أضيفت الكتب الإلكترونية مع إمكانية تحميل فصول من الكتب بشكل منفرد بدلًا من الكتب الكاملة. وفي عام 2016، أضافت الجمعية الوصول إلى المحتوى المميّز من مجلة الهندسة المدنية.
توفر مكتبة الجمعية الأمريكية للمهندسين المدنيين إمكانية الوصول عبر الإنترنت لأكثر من 120 ألف ورقة متخصّصة ومهنية. وتشمل النص الكامل للأوراق المنشورة في 36 دورية علميّة من عام 1983 إلى اليوم، ومناقشات المؤتمرات من عام 2000 إلى الآن، والنص الكامل لاشتراطات الجمعية والكتب الإلكترونية.